# Società Hockey Monza del G.R.F. "Michele Bianchi" 1936
Questa voce raccoglie le informazioni riguardanti la Società Hockey Monza del Gruppo Rionale Fascista "Michele Bianchi" nelle competizioni ufficiali della stagione 1936.

## Maglie e sponsor
| 1ª divisa |

## Organico

### Giocatori
| N° | Naz.              | Ruolo | Sportivo          |  |  |  |
| -- | ----------------- | ----- | ----------------- |  |  |  |
| ?  | Italia (bandiera) | E     | Umberto Arnaboldi |  |  |  |
| ?  | Italia (bandiera) | E     | Massimo Colombo   |  |  |  |
| ?  | Italia (bandiera) | E     | Dante Haver       |  |  |  |
| ?  | Italia (bandiera) | E     | Luigi Kullmann    |  |  |  |
| ?  | Italia (bandiera) | P     | Mario Massironi   |  |  |  |
| ?  | Italia (bandiera) | E     | Augusto Viganò    |  |  |  |

### Staff tecnico
- Allenatore:
- Allenatore in seconda:
- Meccanico:

### Libri
- Gianfranco Capra Mario Scendrate, Hockey su pista in Italia e nel mondo, Novara, S.E.N., 1984.
- Storia del club firmata da Giandomenico Barzaghi (giornalista de Il Cittadino di Monza).

### Giornali
- Stagione 1936, Il Popolo di Monza.
- Stagione 1936, Il Cittadino di Monza.